# تسپیوس

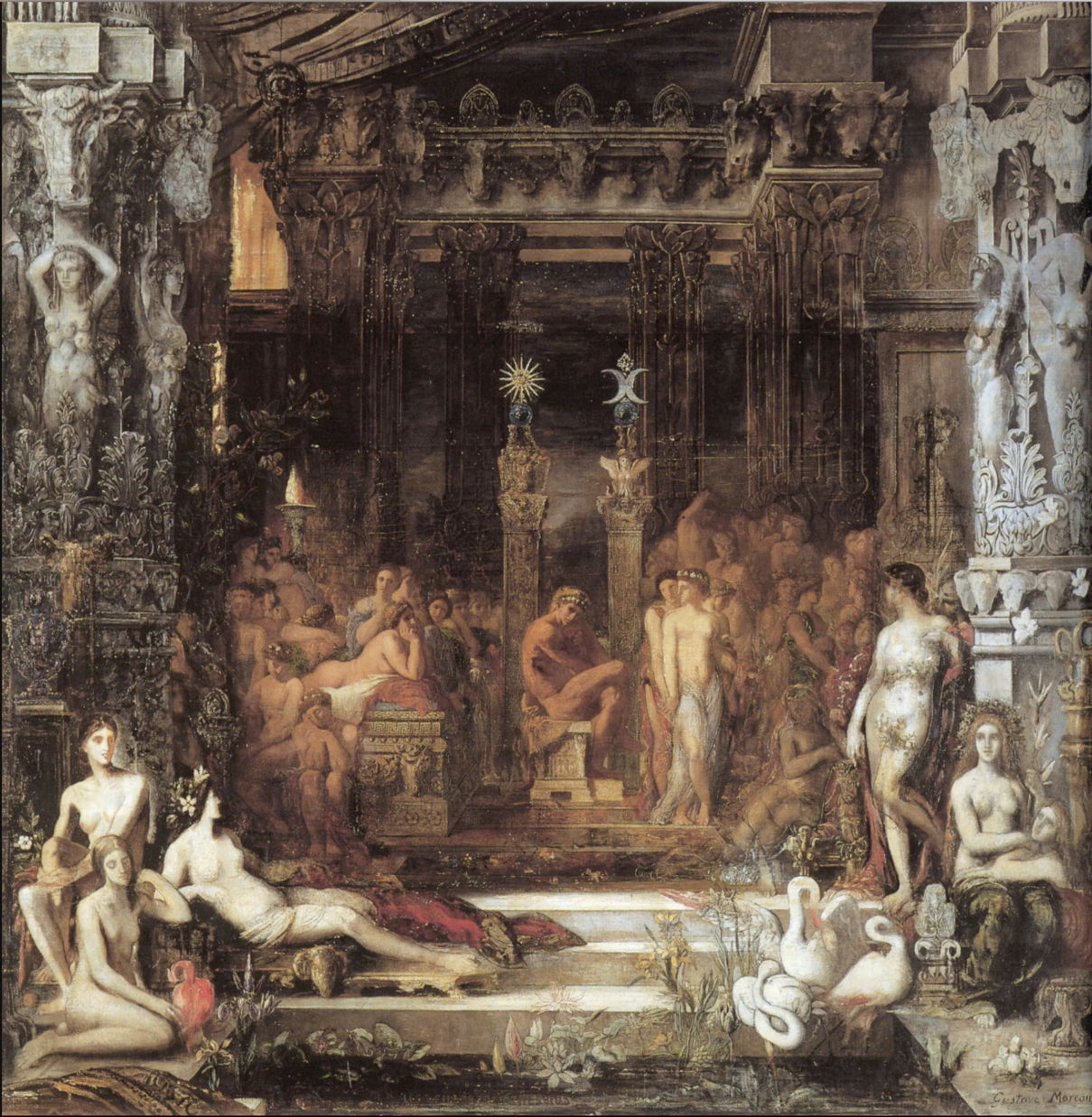
تسپیوس

تسپیوس Thespius، در اسطوره‌های یونان پادشاه و بنیان‌گذار تسپیای بود.
از هراکلس خواست شیری را که به گله دام‌هایش حمله می‌برد را بکشد و در ازای آن، خانه و دختران پنجاه‌گانه خود را به هراکلس تقدیم کرد. بعدها او بود که هراکلس را از گناه قتل زن و فرزندانش پاک کرد.